# Gilberto Govi

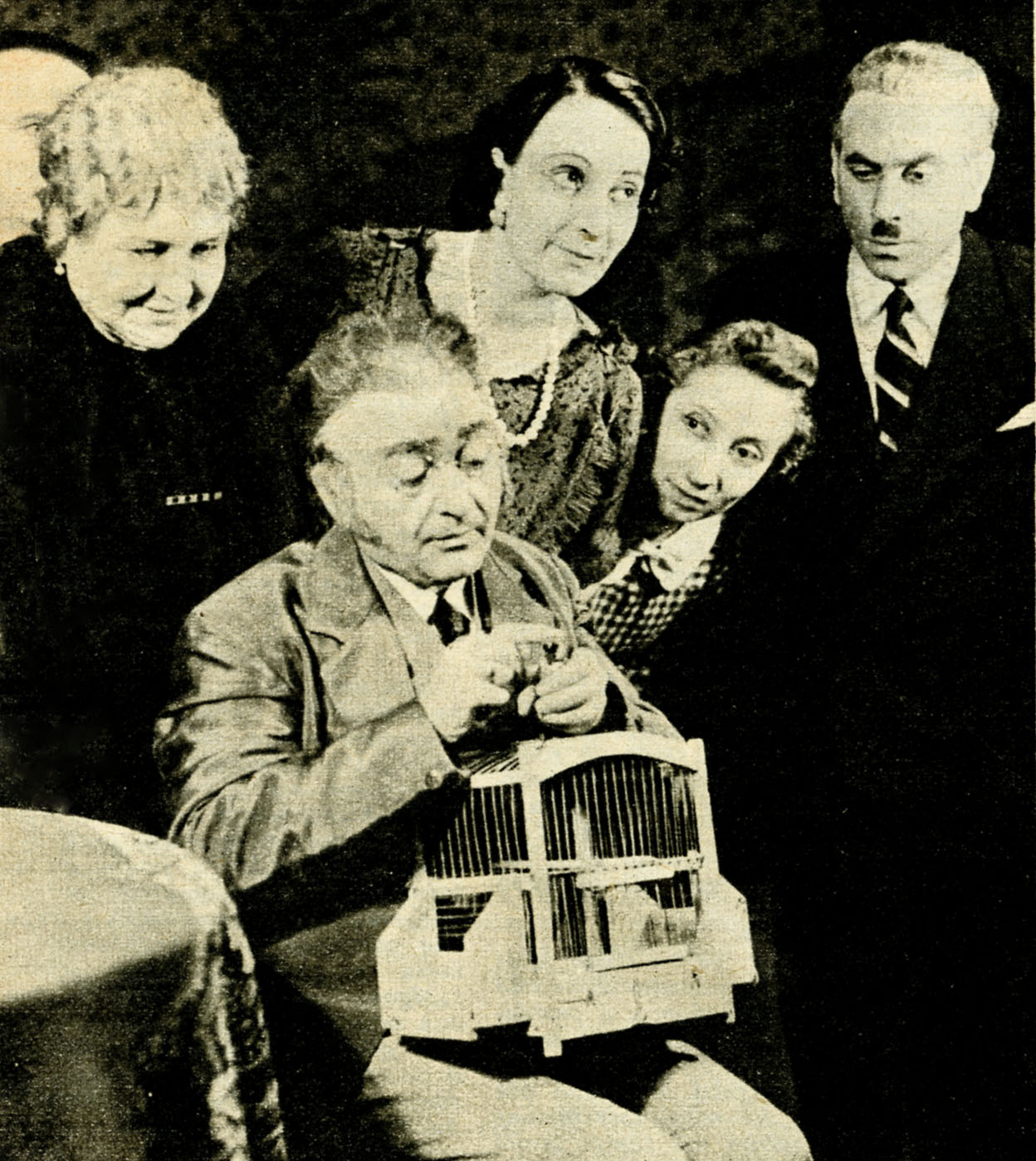
Gilberto Govi bei einer Theateraufführung 1938

Amerigo Armando Gilberto Govi (* 22. Oktober 1885 in Genua; † 28. April 1966 ebenda) war ein italienischer Schauspieler.

## Leben
Govi wurde als zweiter Sohn von Anselmo und Francesca Gardini in der „Via S. Ugo“ in Oregina-Lagaccio, einem Stadtteil von Genua geboren. Die Familie stammte ursprünglich aus der Region Emilia. Sein Vater arbeitete als Inspektor für eine Eisenbahngesellschaft in Modena, seine Mutter stammte aus Bologna. Sein älterer Bruder hieß Hamlet. Govi besuchte die „Accademia di Belle Arti“ (Akademie der Bildenden Künste) in Genua, wo er eine Leidenschaft für das Zeichnen entwickelte.
1902 arbeitete er hauptberuflich als Designer und betätigte sich nebenbei als Amateurschauspieler. Schon als Kind hatte er sich, angeregt durch seinen Onkel Torquato, einem Bruder seiner Mutter, der Puppenspieler war, für die Schauspielerei und das Theater interessiert. Bereits mit zwölf Jahren war er in Aufführungen in der Kirche oder einige Jahre später am Laientheater von Andrea Podestà aufgetreten. Er gründete zusammen mit Podestà, dem Direktor des  „Colombazzi“ und D. Castelli den „Circolo filodrammatico“, der am Eldoradotheater arbeitete, und wurde so zu einem bekannten Schauspieler. Als sich diese Gruppierung wieder auflöste, begab sich Govi an die „Accademia filodrammatica italiana del teatro Nazionale“ (Laienspielgruppe des Nationaltheaters). Als junger Schauspieler erzielte Govi so erste Erfolge in den Komödien von Giuseppe Giacosa, Georges Feydeau und anderen. Der schauspielerische Durchbruch gelang ihm jedoch erst mit dem Wechsel zum Mundarttheater, so dass er auch in Hauptrollen zu sehen war.
Durch seinen zunehmenden Erfolg in der Öffentlichkeit gründete er im Jahr 1914 mit einigen Kollegen eine neue Firma, die sich dem Schauspiel im Genueser Dialekt widmete. Diese veranstaltete Touren in der Provinz, auf denen Komödien im Volksmund gespielt wurden. Da diese dialektischen Aufführungen nicht überall in den Theaterkreisen auf Wohlwollen stießen und eher ein klassisches Programm gefordert wurde, wurde Govi ein Ultimatum gesetzt, so dass er 1916 die Akademie verlassen hat.
Im Jahr 1917 heiratete er die Mailänder Schauspielerin Rina (Caterina) Franchi Gaioni.
Im Jahr 1960 versammelte sich die Gesellschaft nochmals, um für eine Saison eine Abschiedstournee des Theaters zu veranstalten. Hierfür wählten sie das Stück Il porto di casa mia von Enrico Bassano aus. Anschließend zog sich Govi weitgehend aus dem öffentlichen Leben zurück und trat nur noch bei Verleihungen von Auszeichnungen auf. Im Jahr 1961 war er in einer Werbung für „Tè Ati“ nochmals im Fernsehen zu sehen.
Govi starb am 28. April 1966 in Genua.

## Filmografie (Auswahl)
Kinofilme
- 1942: Colpi di timone
- 1948: Che tempi!
- 1950: Il diavolo in convento
- 1959: Lui, lei e il nonno

Fernsehkomödien
- 1957: Pignasecca e Pignaverde
- 1958: Quello buonanima

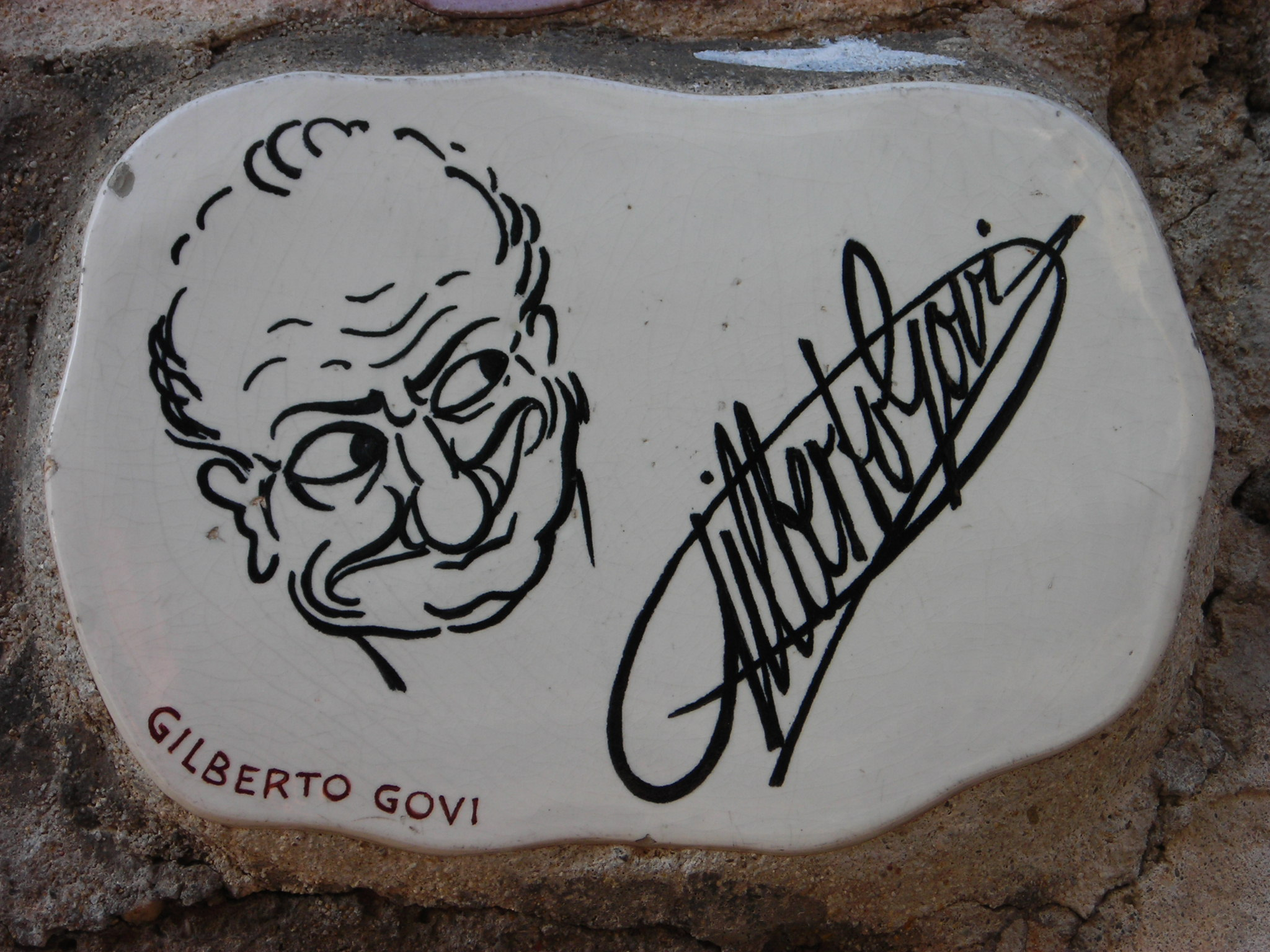
Karikatur mit Govis Unterschrift

- 1958: Colpi di timone (Fernseh-Theaterübertragung)
- 1959: Sotto a chi tocca
- 1959: Maneggi per maritare una figlia
- 1960: Gildo Peragallo, ingegnere